# Pamela Colman Smith
Ne doit pas être confondu avec Pamela Smith.
Pamela Colman Smith, née le 16 février 1878 à Pimlico (Grand Londres) et morte le 18 septembre 1951 à Bude en Cornouailles, surnommée Pixie, est une artiste et illustratrice symboliste britannique. Elle fut également femme de théâtre, éditrice, occultiste et militante féministe. Elle est connue notamment pour avoir créé les illustrations d'un des jeux de tarot les plus renommés au monde, anciennement désigné comme tarot Rider-Waite mais récemment plus justement dénommé  Waite-Smith ou  Rider-Waite-Smith grâce aux recherches de K. Frank Jensen.

## Biographie
Pamela Colman Smith est née le 16 février 1878 à Pimlico (Londres) de parents américains dont elle est l'enfant unique : son père, Charles Edward Smith, est le fils de l'ancien maire de Brooklyn, Cyrus P. Smith (en) ; sa mère, Corinne Colman, est la sœur du peintre Samuel Colman. C'est une famille sensible aux arts en général et à la collection d'objets d'art. Corinne Colman exerce par ailleurs le métier d'actrice. D'abord établie à Manchester, la famille déménage ensuite en Jamaïque vers 1889, où son père est nommé par la West India Improvement Company, comme superviseur de l'expansion des chemins de fer jamaïcains.
En 1893, Pamela Colman Smith, âgée de 15 ans, commence des études d'art au Pratt Institute à Brooklyn. Là, sous la direction de Arthur Wesley Dow, elle s'intéresse à l'art japonais. En 1897, à l'âge de dix-neuf ans, ses premières aquarelles sont exposées à la Macbeth Gallery (en) : son travail, d'une grande maturité, est influencé par le symbolisme fin-de-siècle et l'Arts and Crafts Movement. Un an plus tôt, elle perdait sa mère ; elle quitte ensuite le Pratt Institute sans avoir passé son diplôme.
En compagnie de son père, elle rencontre pour la première fois John Butler Yeats, le peintre irlandais dépeint la rencontre dans une lettre à son fils, William Butler Yeats, en ces termes : il décrit le père et la fille comme des « gens à l'apparence la plus farfelue, les Américains les plus primitifs ». Bien qu'il « les apprécie beaucoup » et qu'il loue l'originalité « naïve » de l’œuvre de Pamela Colman (« une savante au cœur d'enfant »), il semble vraiment frappé par son apparence, et notamment par le fait qu'elle ne lui semble pas vraiment blanche (« elle ressemble vraiment à une japonaise »). 
En 1899, son père meurt : devenue orpheline, elle part vivre à Londres et publie trois ouvrages illustrés de sa main, The Golden Vanity/Green Bed, Widdicombe Fair et Annancy Stories, un livre de contes jamaïcains. De plus, elle illustre le livre de Seumas MacManus (en), In Chimney Corners. La même année, elle devient actrice et tourne avec la troupe théâtrale londonienne du Lyceum Theatre, dirigée par Henry Irving. Durant plusieurs années, elle joue dans les productions de la compagnie et exerce les métiers de régisseuse et de costumière. Cette expérience théâtrale influence considérablement son travail artistique, emprunt d'une forte théâtralité. D'ailleurs, nombre de ses esquisses de l'époque représentent l'actrice la plus talentueuse du Lyceum Theatre, Ellen Terry, dans ses grands rôles et qui l'affubla du surnom de « Pixie », ou encore Bram Stoker, qui remplit le poste de gestionnaire de la troupe pour financer son travail d'écrivain.
Elle commence alors à être reconnue en tant qu'artiste de talent : un article très élogieux, signé par Gardner Teall dans la revue d'art américaine Brush and Pencil, parle d'elle comme d'un véritable génie, louant à la fois ses décors de théâtre et ses œuvres graphiques. 
En 1901, elle rejoint The Hermetic Order of the Golden Dawn (Ordre Hermétique de l'Aube Dorée), une société secrète anglaise. Elle y côtoie William Butler Yeats, Aleister Crowley et Arthur Edward Waite. À cette époque, Colman Smith a des visions qu'elle peint, appelant ces œuvres « peintures musicales ». Dans un esprit très symboliste, elle s'intéresse beaucoup à la synesthésie, qui devient centrale dans son art. Elle ouvre un atelier-salon à Londres et y organise une journée portes ouvertes hebdomadaire pour les artistes, auteurs, acteurs et autres personnes impliquées dans les arts. Arthur Ransome, alors âgé d'une vingtaine d'années, décrira l'une de ces soirées, révélant l'atmosphère de ce curieux cercle artistique qui entourait Smith, dans son ouvrage Bohemia in London, publié en 1907.
En 1902, elle codirige avec Jack Butler Yeats la revue A Broad Sheet avant de créer, l'année suivante, sa propre revue, The Green Sheaf, dans un premier temps éditée et distribuée par Elkin Mathews, puis à son propre compte. Y contribueront William Butler Yeats, Christopher St John, Gordon Craig, William Thomas Horton, George William Russell, Dorothy Ward et John Todhunter. En 1903 aussi, elle expose à la galerie de l'éditeur John Baillie à Londres.
En 1904, à la suite de dissensions internes, Arthur Edward Waite et Pamela Colman Smith quittent la Golden Dawn pour rejoindre une branche dissidente, the Independent and Rectified Rite of the Golden Dawn. En outre, Colman Smith réalise, en collaboration avec Edith Craig, les décors de la pièce de William Butler Yeats, Where There is Nothing.
Mais la première exposition personnelle d'importance de Pamela Colman Smith a lieu à la toute nouvelle galerie du photographe Alfred Stieglitz, The Little Galleries of the Photo-Secession, qui expose son travail en dépit du fait qu'elle n'est pas photographe. Stieglitz apprécie en effet le primitivisme, l'inspiration mystique et le travail sur les correspondances entre peinture et musique dans l'œuvre de Colman Smith. Il l'invite à nouveau à exposer en 1908 et en 1909. 

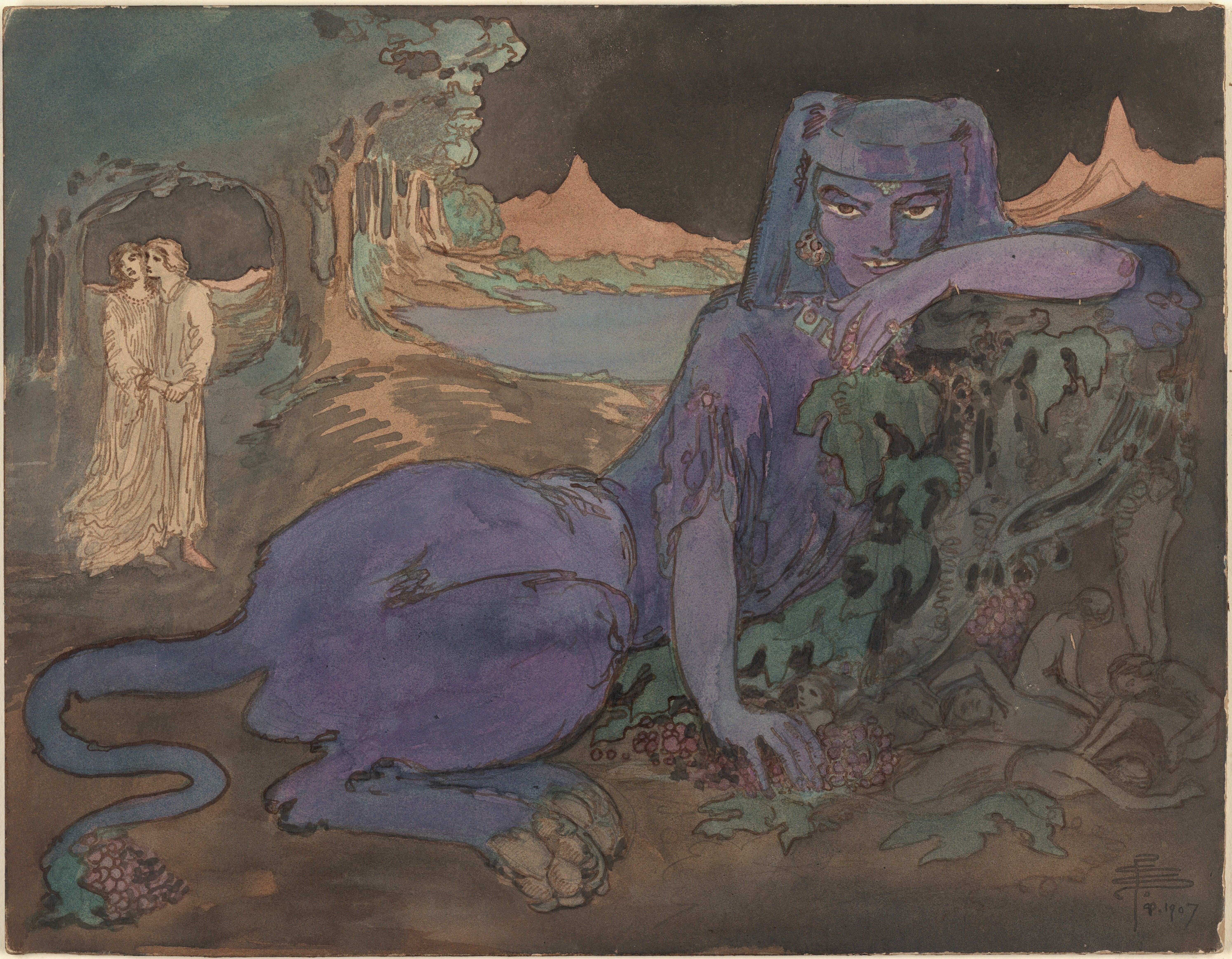
The Blue Cat (1907), aquarelle, Bibliothèque Beinecke de livres rares et manuscrits.

En 1909, Arthur Edward Waite et Pamela Colman Smith publient ensemble un jeu de tarot divinatoire (qui sera connu sous le nom de tarot Rider-Waite) chez Rider and Son. Inspiré par la philosophie de la Golden Dawn, le jeu reprend la structure du tarot de Marseille. Colman Smith innove en illustrant les cartes numérales, qui ne comportaient jusque-là que des symboles. Malgré ses significations occultes, Waite s'emploie à développer largement la diffusion du jeu, sans pour autant les dévoiler au grand public. 
C'est aussi en 1909, que Colman Smith rejoint le mouvement des suffragettes et apporte sa contribution à la lutte pour le droit de vote des femmes en travaillant dans le Suffrage Atelier à Londres, illustrant affiches, programmes, cartes postales, etc.
Très proche d'Edith Craig, elle la suit dans nombre de ses aventures théâtrales. En 1903, elle se joint à  cette dernière et à William Butler Yeats dans la création d'une société théâtrale au répertoire symboliste, The Masquers. Elle effectue notamment toutes les recherches documentaires pour la société. Puis, en 1911, Edith Craig forme une troupe théâtrale politique et féministe, en réaction au sexisme ambiant dans le monde du théâtre, The Pioneer Players. Colman Smith se charge de concevoir les programmes et les affiches, notamment pour la mise en scène de la pièce The Theatre of the Soul de Nicolas Evreinoff par Edith Craig.
Elle conçoit durant cette période des toy theatre, sorte de mini-scènes de théâtre qu'elle anime durant des spectacles.
En 1911, Pamela Colman Smith se convertit au catholicisme. Elle collabore à la luxueuse revue française Le recueil pour Ariane ou le pavillon dans un parc (1911-1914), codirigée par René Chalupt.
En 1914, elle se voit reconnue comme membre de la prestigieuse Royal Society of Arts, accédant au titre de « FRSA ». Elle est distinguée par la RSA en tant qu'artiste, illustratrice et conteuse de récits populaires jamaïcains.
Après la Première Guerre mondiale, elle hérite d'un oncle, et achète une maison dans les Cornouailles située sur la péninsule de Lizard. Elle gagne alors sa vie en établissant une maison d'hôte pour les prêtres catholiques, tout en livrant quelques illustrations à des éditeurs. 
Malgré tout, le goût du public a changé, Colman Smith ne parvient plus à vivre de son art : abandonnant sa maison d'hôte, elle se retire d'abord à Exeter puis à Bude, où elle meurt dans une relative pauvreté en 1951. Même si son œuvre la plus connue, les illustrations du tarot Rider-Waite s'est relativement bien vendue, popularisant largement le jeu de tarot dans le monde anglo-saxon, il semblerait que seul Waite en ait tiré profit, spoliant Colman Smith, qu'il n'aurait gratifiée que de maigres droits d'auteur.
À l'occasion du centenaire de la création du tarot Rider-Waite, en 2009, U.S. Games, sous la direction de Stuart Kaplan a publié The Pamela Colman Smith Commemorative Set, incluant le jeu de tarot et deux publications.

## Vie privée
Pamela Colman Smith ne s'est jamais mariée et n'a pas eu d'enfants. Il n'y a aucune trace dans sa biographie d'une quelconque relation sentimentale avec un homme. En revanche, on sait qu'elle fréquente les cercles lesbiens autour d'Edith Craig, dont elle est très proche.

## Influence
En 1970, le groupe britannique Free illustre la pochette de leur album Fire and Water, avec des dessins de Colman Smith.
En refaisant la décoration de la maison de Los Feliz qu'elle partage avec le musicien Nathan Thelen, la peintre française Claire Tabouret s'est inspirée des cartes de tarot de Pamela Colman Smith qu'elle a représenté au plafond de son salon.

## Œuvre

### Conservation
- Washington
  - Bibliothèque du Congrès
  - Smithsonian American Art Museum[11].
- Université Yale, Beinecke Rare Book and Manuscript Library.

### Expositions
- To All Believers—The Art of Pamela Colman Smith, University of Delaware / The Delaware Art Museum, 1975.
- Pamela Colman Smith: Life and Work Exhibition, janvier 2019, Pratt Institute[12].

### Affiches lithographiées
- Buy a bulldog on June 16th & make our brave boys more comfortable. Bulldog Soldiers' & Sailors' Club, Londres, 1915.
- Polish Victims Relief Fund, Londres, 1915.

### Publications
Ouvrages entièrement écrits et illustrés par l'artiste, ainsi que ses articles :
- « Two Negro Stories from Jamaica », in: The Journal of American Folk-Lore, Vol IX, oct. - déc. 1896.
- Widdicombe Fair, Londres & New York, Harper & Brother / Doubleday & McCLure, 1899 — 13 lithographies en couleurs.
- The Golden Vanity and The Green Bed, Doubleday & McClure, 1899.
- Annancy Stories, New York, R.H. Russell, 1899.
- The Green Sheaf, direction de la revue, Green Sheaf Press, 1903 — 13 numéros avec de nombreuses collaborations.
- Chim-Chim. Folk Stories of Jamaica, Londres, The Green Sheaf, 1905.
- « Should the art student think? », in: The Craftsman, juillet 1908,  p. 417–419 — lire en ligne.
- Illustrations, in: The Craftsman. Illustrated Monthly Magazine Published in the Interest of Better Art, Better Work, and a Better and More Reasonable Way of Living, vol. 23,  New York, Gustav Stickley, oct. 1912 - mars 1913.
- « Susan and the Mermaid », in: The Delineator Magazine, décembre 1912.
- [anon.], Blue Beard, New York, Duffield & Company, 1913.

### Ouvrages et travaux illustrés[13]

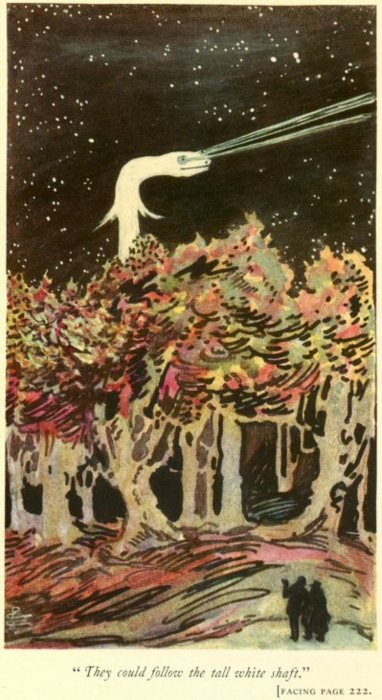
Illustration tirée de The Lair of the White Worm (1911).

- W.B. Yeats, The Land of Heart’s Desire, New York, R.H. Russell, 1898 — trois gravures.
- Edwin Waugh, Christmas Carol, New York, R.H. Russell, 1898.
- Shakespeare's Heroines Calendar, New York, R.H. Russell, 1899.
- Seumas MacManus, In Chimney Corners Irish Folk-Tales, Doubleday & McClure, 1899.
- A. Baring-Gould et H. Fleetwood Sheppard, Golden Vanity and the Green Bed, Londres, Elkin Mathews, 1903.
- The British Empire Shakespeare Society. Illustrated Report for St. Louis Exhibition, [mars] 1904.
- The Venture, an Annual of Art and Literature, Londres, John Baillie, 1905.
- The Dream Garden a Children's Annual, Londres, John Baillie, 1905.
- Laurence Alma-Tadema, Four Plays, Londres, The Green Sheaf, 1905.
- Christopher St. John, Henry Irving, Londres, The Green Sheaf, 1905.
- C.E. Prince, Love's Renunciation, Londres, The Green Sheaf, 1905.
- Smara Khamara, In The Valley Of Stars There Is A Tower Of Silence, Londres, The Green Sheaf, 1906.
- The Occult Review, Londres, William Rider and Son, décembre 1909 — premier jeu de dessin du tarot en noir et blanc.
- avec Arthur Edward Waite, Tarot Deck, William Rider and Son Limited, 1910 — édition en couleurs.
- Papus, Tarot of the Bohemians, Londres, William Rider, London, 1910 — couverture.
- Bram Stoker, The Lair of the White Worm, William Rider and Son Limited, 1911 — 6 planches en couleurs.
- Arthur Edward Waite, The Pictorial Key to the Tarot, William Rider & Son Limited, 1911.
- Ellen Terry, The Russian Ballet, New York, The Bobbs-Merrill Company / Londres, Sidgwick & Jackson Ltd, 1913.
- Eunice Fuller, The Book of Friendly Giants, The Century Company, 1914.
- Sake DeLong Meehan, The Magic Coin, New York, The Crimson Hill Press, 1925 — couverture.
- Edith Lyttelton, The Sinclair Family, Londres, Heath Cranton, 1926.